# Reguiba
Reguiba là một đô thị thuộc tỉnh El Oued, Algérie. Dân số thời điểm năm 2002 là 30.392 người.

## Khí hậu
Reguiba có khí hậu sa mạc nóng (phân loại khí hậu Köppen BWh), với mùa hè rất nóng và mùa đông ôn hòa.
| Dữ liệu khí hậu của Reguiba             | Dữ liệu khí hậu của Reguiba | Dữ liệu khí hậu của Reguiba | Dữ liệu khí hậu của Reguiba | Dữ liệu khí hậu của Reguiba | Dữ liệu khí hậu của Reguiba | Dữ liệu khí hậu của Reguiba | Dữ liệu khí hậu của Reguiba | Dữ liệu khí hậu của Reguiba | Dữ liệu khí hậu của Reguiba | Dữ liệu khí hậu của Reguiba | Dữ liệu khí hậu của Reguiba | Dữ liệu khí hậu của Reguiba | Dữ liệu khí hậu của Reguiba |
| Tháng                                   | 1                           | 2                           | 3                           | 4                           | 5                           | 6                           | 7                           | 8                           | 9                           | 10                          | 11                          | 12                          | Năm                         |
| --------------------------------------- | --------------------------- | --------------------------- | --------------------------- | --------------------------- | --------------------------- | --------------------------- | --------------------------- | --------------------------- | --------------------------- | --------------------------- | --------------------------- | --------------------------- | --------------------------- |
| Trung bình ngày tối đa °C (°F)          | 17.0 (62.6)                 | 19.5 (67.1)                 | 23.5 (74.3)                 | 28.0 (82.4)                 | 32.8 (91.0)                 | 37.5 (99.5)                 | 41.2 (106.2)                | 40.3 (104.5)                | 35.7 (96.3)                 | 29.0 (84.2)                 | 22.1 (71.8)                 | 17.3 (63.1)                 | 28.7 (83.6)                 |
| Trung bình ngày °C (°F)                 | 10.7 (51.3)                 | 13.0 (55.4)                 | 16.6 (61.9)                 | 20.7 (69.3)                 | 25.3 (77.5)                 | 30.3 (86.5)                 | 33.2 (91.8)                 | 32.6 (90.7)                 | 28.8 (83.8)                 | 22.4 (72.3)                 | 15.9 (60.6)                 | 11.4 (52.5)                 | 21.7 (71.1)                 |
| Tối thiểu trung bình ngày °C (°F)       | 4.5 (40.1)                  | 6.6 (43.9)                  | 9.7 (49.5)                  | 13.4 (56.1)                 | 17.9 (64.2)                 | 23.1 (73.6)                 | 25.3 (77.5)                 | 24.9 (76.8)                 | 21.9 (71.4)                 | 15.9 (60.6)                 | 9.8 (49.6)                  | 5.5 (41.9)                  | 14.9 (58.8)                 |
| Lượng Giáng thủy trung bình mm (inches) | 9 (0.4)                     | 8 (0.3)                     | 11 (0.4)                    | 7 (0.3)                     | 6 (0.2)                     | 2 (0.1)                     | 0 (0)                       | 1 (0.0)                     | 6 (0.2)                     | 9 (0.4)                     | 10 (0.4)                    | 8 (0.3)                     | 77 (3)                      |
| Nguồn: climate-data.org                 |                             |                             |                             |                             |                             |                             |                             |                             |                             |                             |                             |                             |                             |